# 26 d'octubre
El 26 d'octubre és el dos-cents noranta-novè dia de l'any del calendari gregorià i el tres-centè en els anys de traspàs. Queden 66 dies per finalitzar l'any.

## Esdeveniments
Països Catalans
- 1884, Vilanova i la Geltrú, Garraf: Obre les portes la Biblioteca-Museu Víctor Balaguer.[1]
- 1978, Barcelona: Es publica el primer número del diari El Periódico de Catalunya.[2]
- 1986, Valls: La Colla Joves dels Xiquets de Valls descarreguen per primera vegada al segle XX el 3 de 9 amb folre durant la Diada de Santa Úrsula.[3]
- 2008:
  - Girona: Els Minyons de Terrassa descarreguen per primera vegada en la seva història el pilar de 8 amb folre i manilles.[4]
  - Molins de Rei: Els Castellers de Barcelona descarreguen per primera vegada en la seva història el pilar de sis.[5]

Resta del món
- 1811: Itàlia: s'estrena L'equivoco stravagante de Rossini
- 1816, Estats Units: Tractat de Fort St. Stephens entre els Estats Units i els choctaws.
- 1864, Decatur (Alabama): Comença la batalla de Decatur com a part de la Campanya Franklin-Nashville de la Guerra Civil dels Estats Units.
- 1971 - La Palma (Canàries): entra en erupció el volcà Teneguía.
- 1994, Wadi Araba: El rei Hussein I de Jordània i Yitshaq Rabbín, primer ministre d'Israel, signen un tractat de pau entre els seus dos països.[6]
- 2004, Jerusalem, Israel: La Kenésset aprova el pla de retirada de Gaza 2004 impulsat per Ariel Xaron.
- 2004: Es crea l'Agència europea per a la gestió de la cooperació operativa a les fronteres exteriors dels Estats membres de la Unió Europea, també anomenada Frontex.[7]
- 2010, Indonèsia: El Merapi entra en erupció.
- 2015 - Un terratrèmol de magnitud 7,5 colpeja la regió del Hindu Kush i causa 393 morts i més de 2.600 ferits, principalment a Pakistan i Afganistan.[8]

## Naixements
Països Catalans
- 1543 - Manresa: Àngela Margarida Prat, Àngela Serafina, religiosa catalana (m. 1608).
- 1568 - València: Bernat Català de Valleriola i Vives de Canyamars, poeta valencià, cavaller de l'Orde de Calatrava i president fundador de l'Acadèmia dels Nocturns (m. 1608).
- 1740 - Barcelona: Joan Antoni Desvalls, hisendat i científic català.[9]
- 1890 - Onda: Anna Rebeca Mezquita Almer, poetessa valenciana (m. 1970).[10]
- 1913 - 
  - Berga, Berguedà: Josep Ester Borràs líder de la CNT (m. 1980).[11]
  - L'Alguer: Verdina Pensè, pintora i joiera algueresa (m. 1984).[12]
- 1915 - Llinars del Vallès: Ramon Sabatés Massanell, dibuixant d'historietes d'humor català (m. 2003).[13]
- 1916 - València: Josep Manuel Casas i Torres, geògraf valencià (m. 2010).[14]
- 1917 - Badalona: Maria Escrihuela i Giró, poetessa i locutora de ràdio badalonina (m. 2017).[15]
- 1923 - Lleida, Segrià: Joan Oró, bioquímic català (m. 2004).[16]
- 1927 - Palma: Jeroni Albertí i Picornell, polític mallorquí (n. 1927).[17]
- 1931 - Cerdanyola del Vallès: Serafina Poch i Blasco, pedagoga i psicòloga especialitzada en musicoteràpia.[18]
- 1961 - Manresa: Manel Estiarte i Duocastella, waterpolista català.[19]

Resta del món
- 1491 - Pequín (Xina): Zhu Houzhao, onzè emperador de la Dinastia Ming amb el nom d'emperador Zhengde (m. 1521).[20]

- 1685 - Nàpols, Regne de Nàpols: Domenico Scarlatti, compositor i clavecinista (m. 1757).[21]
- 1759 - Arcis-sur-Aube, Xampanya, Regne de França: Georges Jacques Danton, dirigent de la Revolució Francesa que esdevingué el primer president del Comitè de Salvació Pública (m. 1794).[22]
- 1858 - Londres: William Gurney Rothery, musicòleg anglès.[23]
- 1862 - Estocolm: Hilma af Klint, pintora sueca, primera artista a pintar art abstracte (m. 1944).[24]
- 1878 - Madrid: José Moscardó Ituarte, militar franquista.[25]
- 1881 - Londres, Anglaterra: Margaret Wycherly, actriu anglesa (m. 1956).[26]
- 1885 - Anvers, Bèlgica: Marthe Donas, pintora abstracta i cubista belga (m. 1967).[27]
- 1902 - 
  - Leicester: Beryl Markham, aviadora britànica, primera dona a creuar sola l'oceà Atlàntic d'est a oest (m. 1986).[28]
  - Saint Louis, Missouri: Henrietta Hill Swope, astrònoma nord-americana que estudià les estrelles variables (m.1980).[29]
- 1908 - Madrid: Pilar Careaga, política basca, primera dona enginyera industrial a Espanya.[30]
- 1911 - Nova Orleans, Louisiana (EUA): Mahalia Jackson, cantant de gòspel, pianista, saxofonista i trompetista (m. 1972).[31]
- 1916 - Jarnac, Charente, França: François Mitterrand, polític francès, president de la República francesa (1981 -1995).[32]
- 1918 - Borås, Suècia: Eric Ericson, director de cor i professor de direcció coral suec (m. 2013).[33]
- 1919 - Teheran, Pèrsia: Mohammad Reza Pahlavi, xa de l'Iran (m. 1980).[34]
- 1921 - Rairiz de Veiga, Galícia: Antón Tovar Bobilo, poeta gallec (m. 2004).[35]
- 1937 - Bury St. Edmunds, Suffolk, Anglaterra: Bob Hoskins, actor anglès (m. 2014).[36]
- 1947 - Chicago, Illinois (EUA): Hillary Rodham Clinton, política i advocada estatunidenca, primera dama, senadora, Secretària d'Estat i candidata a la presidència.[37]
- 1952, Champaign, Illinois: Lars Peter Hansen, economista estatunidenc.[38]
- 1953 - Athens (Geòrgia), Geòrgia, EUA: Keith Strickland, músic i compositor nord-americà, membre fundador dels  B-52s.[39]
- 1955:
  - Lizarra, Navarra: Laura Mintegi Lakarra, escriptora, professora i política basca.[40]
  - Torres, Jaén (Espanya): Baltasar Garzón Real, magistrat espanyol.[41]
- 1959 - Isallavi, departament d'Oruro (Bolívia): Evo Morales, dirigent camperol, polític i activista, primer president indígena de Bolívia.[42]
- 1963 - Jamestown, Nova York (EUA): Natalie Merchant, cantant i compositora de rock alternatiu nord-americana.[43]

## Necrològiques
Països Catalans
- 1243 - Mas Calbó, Reus: Bernat Calbó, jurista, buròcrata, soldat i religiós cistercenc, venerat com a sant (n. 1180).[44]
- 1960 - Barcelona: Macià Mallol i Bosch, polític i empresari català (n. 1876).[45]
- 1985 - Barcelona: Maria Llimona i Benet, escultora catalana (n. 1894).[46]
- 1989 - Madrid: Enric Fontana i Codina, empresari i polític reusenc (n. 1921).[47]
- 1996 - València: Miquel Asins Arbó, compositor i director de música (n. 1996).
- 2002 - València: Alfons Cucó, professor i polític valencià (61 anys).[48]
- 2006 - Reus: Magí Brufau i Estrada, veterinari català, pioner de l'avicultura científica a l'Estat espanyol (n. 1921).[49]
- 2010 - Barcelona: Llàtzer Escarceller i Sabaté, actor català de teatre, cinema i televisió, especialitzat en papers còmics (n. 1914).[50]

Resta del món
- 899 - Winchester (Regne de Wessex): Alfred el Gran rei del regne anglosaxó de Wessex.[51]
- 1235: Andreu II d'Hongria, rei d'Hongria i de Croàcia entre 1205 i 1235 i del Regne de Galítsia i Lodomèria (n. 1175).[52]
- 1580 - Badajoz, Regne de Castella: Anna d'Àustria, monarca consort d'Espanya pel seu matrimoni amb Felip II de Castella i mare de Felip III (n. 1549).[53]
- 1764 - Londres (Anglaterra): William Hogarth, artista britànic, il·lustrador i pintor satíric (n. 1697).[54]
- 1879 - Hyde Park, Massachusetts: Angelina Grimk, sufragista i abolicionista americana.[55]
- 1890 - Florència, Itàlia: Carlo Collodi, periodista i escriptor de llibres infantils, entre els quals Les aventures de Pinotxo (n. 1826).[56]
- 1902 - Johnstown: Elizabeth Cady Stanton, activista estatunidenca, abolicionista, impulsora del moviment feminista (n. 1815).[57]
- 1932 - Nova York (EUA): Margaret Brown, activista estatunidenca pels drets humans, nascuda Margaret Tobin i coneguda com a Maggie Brown o Molly Brown (n. 1867).[58]
- 1940 - París: Olga Boznańska, pintora polonesa (n. 1865).[59]
- 1943 - Kabul: Aurel Stein, arqueòleg i sinòleg britànic d'origen austrohongarès.
- 1952 - Los Angeles, Califòrnia (EUA): Hattie McDaniel actriu i cantant estatunidenca (n. 1895).[60]
- 1957 - Saint Louis, Missouri (EUA): Gerty Theresa Cori, bioquímica nord-americana d'origen txec, Premi Nobel de Medicina o Fisiologia de 1947 (n. 1893).[61]
- 1979 - Seül (Corea del Sud): Park Chung-hee, polític i militar sud-coreà que ocupà els càrrecs de primer ministre, de president interí i de president de Corea del Sud. Morí assassinat (n. 1917).[62]
- 1989 - Salem, Nova Jersey (EUA): Charles J. Pedersen, químic estatunidenc, Premi Nobel de Química de l'any 1987 (n. 1904).[63]
- 2007 - Stanford, Califòrnia (EUA): Arthur Kornberg, bioquímic i metge estatunidenc, Premi Nobel de Medicina o Fisiologia de l'any 1959 (n. 1918).[64]
- 2009 - Madrid, Espanya: Sabino Fernández Campo, militar espanyol i assistent personal del rei Joan Carles I de Borbó (n. 1918).[65]
- 2010 - Oberhausen, Alemanya: Polp Paul, pop utilitzat com a oracle per pronosticar els resultats de la Selecció de futbol d'Alemanya en competicions internacionals (n. 2008).[66]
- 2012 - L'Havana, Cubaː Eloy Gutiérrez Menoyo, guerriller cubà i anticastrista (n. 1934).[67]

## Festes i commemoracions
- Santoral: 
  - Evarist I, papa;
  - Llucià i Marcià, màrtirs;
  - Rústic de Narbona, bisbe;
  - Alfred el Gran, rei;
  - Demetri de Tessalònica.